# Heinrich Scheppmann

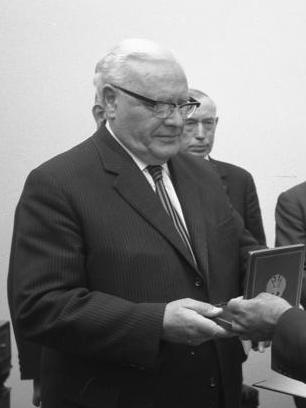
Heinrich Scheppmann (1965)

Heinrich Scheppmann (* 4. November 1895 in Essen; † 28. September 1968 ebenda) war ein deutscher Politiker der CDU. Er gehörte dem Deutschen Bundestag von 1953 bis 1965 an. Vom 13. November 1958 bis 1965 war er Vorsitzender des Bundestagsausschusses für Arbeit.

## Leben

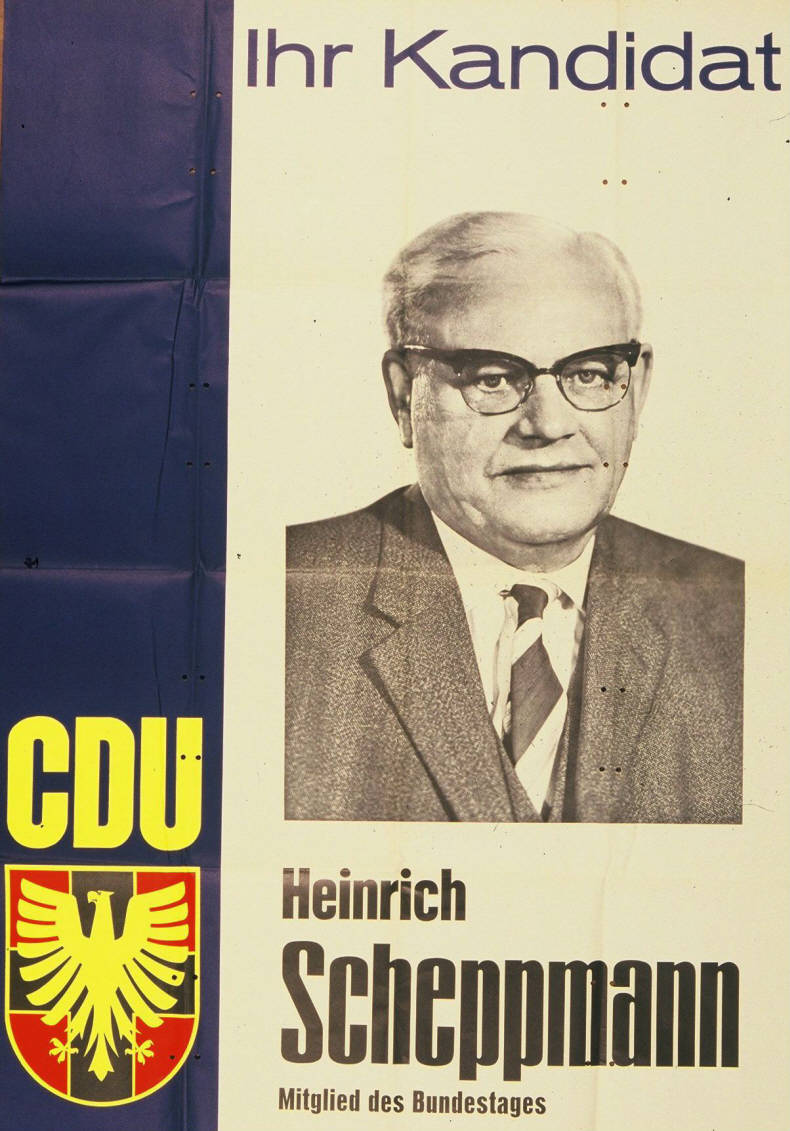
Heinrich Scheppmann auf einem Wahlplakat zur Bundestagswahl 1961

Scheppmann besuchte von 1909 bis 1913 die Volksschule in Essen und wurde danach als Soldat eingezogen. Er trat 1919 der Deutschen Zentrumspartei bei und wurde bald darauf Kreisvorsitzender in Beuthen, Oberschlesien. Nach Ende des Ersten Weltkrieges arbeitete er bis 1928 als Bergmann. Anschließend wurde er Geschäftsstellenleiter der Christlichen Gewerkschaft, wurde aber nach der Machtübernahme der NSDAP 1933 entlassen. 
Nachdem er bis 1937 arbeitslos war, wurde er wieder im Bergbau eingestellt, wo er bis zum Kriegsende arbeitete, die letzten Jahre als technischer Angestellter. Er engagierte sich auch im Aufbau des Deutschen Gewerkschaftsbundes und war dessen stellvertretender Leiter im Bezirk Niederrhein. Von 1950 bis 1958 war er im Vorstand der Industriegewerkschaft Bergbau tätig.

## Politik
Scheppmann war 1945 eines der Gründungsmitglieder der CDU im Rheinland. Er war im Landesvorstand Nordrhein-Westfalen der CDU tätig und wirkte im Kreisvorstand der CDU Essen mit, wo er von 1945 bis 1953 im Rat saß. Von 1946 bis 1947 war Scheppmann auch Abgeordneter im ersten und im zweiten ernannten Landtag von Nordrhein-Westfalen. Bei der Bundestagswahl 1953 wurde er über die Landesliste der CDU in den Deutschen Bundestag gewählt. Er war dort während der zweiten Legislaturperiode Mitglied im Ausschuss für Arbeit, dem er ab November 1958 bis zum Ende der vierten Wahlperiode als Vorsitzender vorstand. Scheppmann war in der zweiten Wahlperiode außerdem noch Mitglied im Ausschuss für Fragen des Gesundheitswesens und im Ausschuss für Wahlprüfung und Immunität. In der dritten Wahlperiode war er außerdem noch ordentliches Mitglied des Ausschusses für Sozialpolitik.

## Ehrungen

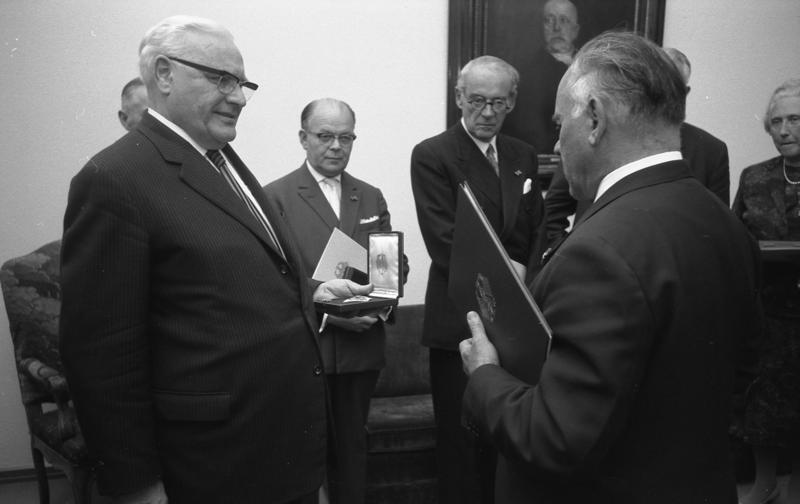
Links Heinrich Scheppmann bei der Verleihung des Bundesverdienstkreuzes 1965

Scheppmann bekam im Jahr 1959 das Große Verdienstkreuz des Verdienstordens der Bundesrepublik Deutschland verliehen und im Jahr 1965 das Große Bundesverdienstkreuz mit Stern. Außerdem bekam er 1961 das Großkreuz des franquistischen Cisneros-Ordens verliehen.